# Ben’s Zoo
Ben’s Zoo ist eine britische Doku-Soap der BBC aus dem Jahr 2007.
Die Serie besteht aus acht Folgen je 30 Minuten. Die Ausstrahlung in Deutschland erfolgt auf Animal Planet.
Der Journalist und Autor Benjamin Mee gibt seine und die Ersparnisse seiner Mutter und seines Bruders für einen heruntergekommenen Zoo in Dartmoor in der englischen Grafschaft Devon aus.

## Trivia
Über Benjamin Mee und seinen Zookauf sowie die damit verbundenen Schwierigkeiten wurde von Hollywood der Film Wir kaufen einen Zoo gedreht.